# Ptychozoon horsfieldii
Ptychozoon horsfieldii är en ödleart som beskrevs av  Gray 1827. Ptychozoon horsfieldii ingår i släktet Ptychozoon och familjen geckoödlor. IUCN kategoriserar arten globalt som otillräckligt studerad. Inga underarter finns listade i Catalogue of Life.